# Valentín Txernikov
Valentín Txernikov   (Yerevan, 1 d'abril de 1937 - Nijni Nóvgorod, 5 de gener de 2002) va ser un tirador d'esgrima armeni, especialista en espasa, que va competir sota bandera de la Unió Soviètica durant les dècades de 1950 i 1960.
El 1956 va prendre part en els Jocs Olímpics d'Estiu de Melbourne, on fou cinquè en la prova d'espasa per equips del programa d'esgrima. Quatre anys més tard, als Jocs de Roma, guanyà la medalla de bronze en la mateixa prova.
En el seu palmarès també destaquen tres medalles al Campionat del Món d'esgrima, una d'or, una de plata i una de bronze, entre les edicions de 1959 i 1962.